# تلمبة نوخيز (مشيز بردسير)
تلمبة نوخيز (بالإنجليزية: Tolombeh-ye Nowkhiz)‏ هي مستوطنة تقع في إيران في كرمان.